# Zuidelijke Ming
De Zuidelijke Ming (1644-1683) is een verzamelnaam voor de verschillende groepen Ming-loyalisten die zich na de overname door de Qing verzetten tegen het nieuwe bewind. Soms schoven zij troonpretendenten uit de keizerlijke Zhu-familie naar voren, maar een voor een werden ze door de Qing veroverd. In 1683 werd de laatste verzetshaard, Taiwan, veroverd.

## Achtergrond
Na de zelfmoord van Chongzhen, de laatste Ming-keizer, trok een rebellenleger Peking binnen. De aanvoerder, Li Zicheng, trachtte zichzelf tot keizer te laten kronen van een nieuwe dynastie, de Grote Shun. De Minggeneraal Wu Sangui liep over naar de Mantsjoes onder leiding van Dorgon en samen verdreven ze Li uit Peking. Zijn keizerschap had slechts enkele maanden geduurd. Toch bleven groepen in het Zuiden zich verzetten tegen de Qing, die ze als buitenlandse indringers beschouwden. Incompetentie en verdeeldheid voorkwamen dat ze een front tegen de Qing konden vormen, die hen een voor een oprolden.
Zhu YusongZhu Yusong was een prins (de prins van Fu) die door enkele provinciale ambtenaren en een gevluchte minister naar voren werd geschoven als nieuwe keizer. Hij liet zich in 1644 kronen in Nanjing, maar zijn regime werd al in 1645 onder de voet gelopen door de Qing.
Zhu YujianZhu Yujian, prins van Tang, werd in Fujian tot keizer benoemd na de val van Nanjing. Na enkele maanden werd ook zijn regime door Qing-troepen aangevallen, en veroverd. Zelf werd hij gevangengenomen en gedood. Later zou een tweede Ming-opstand uitbreken in Fujian, die tot 1681 standhield.
Zhu YihaiDeze prins werd in Zhejiang tot "nationale supervisor" benoemd, rond dezelfde tijd dat Zhu Yujian werd gekroond. Zijn leger wist de eerste Qing-aanval te weerstaan, maar verloor de volgende slagen en Zhu Yihai moest uitwijken naar Taiwan.
Zhu YoulangZhu Youlang werd in de winter van 1646 door hoge ambtenaren tot Yongli-keizer benoemd in Guangdong. Hoewel hij net als de andere Ming-prinsen weinig interesse in regeren toonde, werd zijn gebied pas in 1662 veroverd door de Qing. Hij trachtte te ontsnappen naar Birma, maar werd uiteindelijk aan de Qing uitgeleverd en gedood.
Zheng ChenggongZheng Chenggong, wiens vader Zheng Zhilong voor het Zuidelijke Mingregime in Fujian had gewerkt, zette diens strijd tegen de Qing voort. In het zuidoosten van China (Fujian, Kanton), verzamelde hij zijn leger en vloot en bood weerstand aan de Qing, tot de dreigende omsingeling hem noopte naar Taiwan uit te wijken. Dit bracht hem in conflict met de Nederlanders, bij wie hij bekendstond als Koxinga. In 1661 wist hij de Nederlanders te verslaan, waarna hij Taiwan als basis gebruikte. Pas toen zijn kleinzoon Zheng Keshuang zich in 1683 aan de Qing moest overgeven, was het laatste Zuidelijke Mingregime verslagen.

## Na 1683
Na het bedwingen van de opstand van de Drie Leengoederen was China min of meer gepacificeerd. Er waren bovendien geen keizerlijke (Zhu)familieleden meer over die nog in een positie waren om de Qing te bedreigen. Toch bleven sommige Chinezen de Qing als bezetters zien. Zij bleven op kleinere schaal, in geheime genootschappen en verzetsgroepen, hun anti-Qing activiteiten voortzetten tot aan de val van de Qing in 1911. 

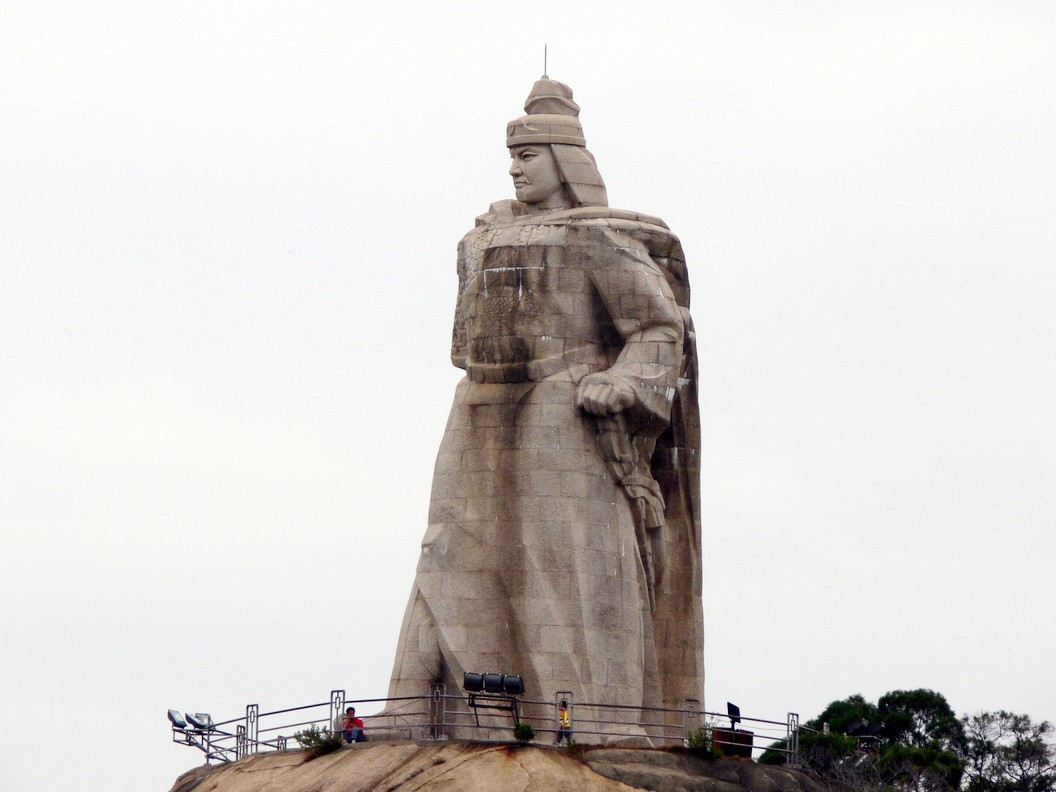
Zheng Chenggong
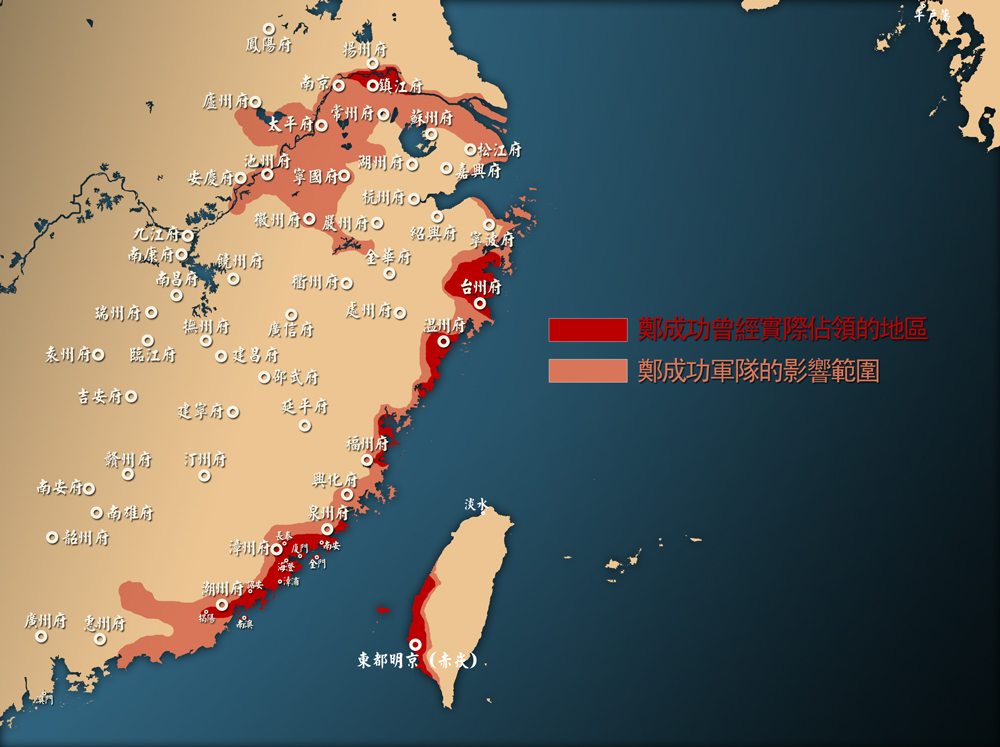
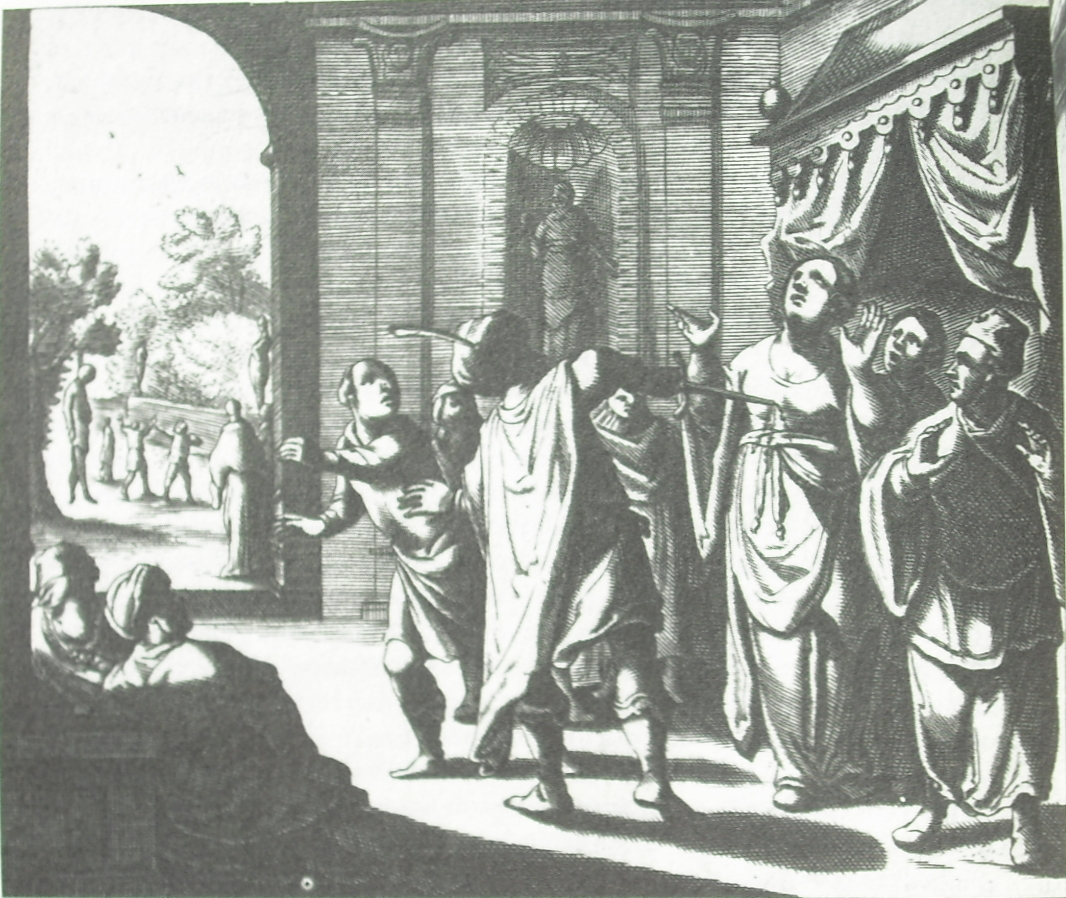
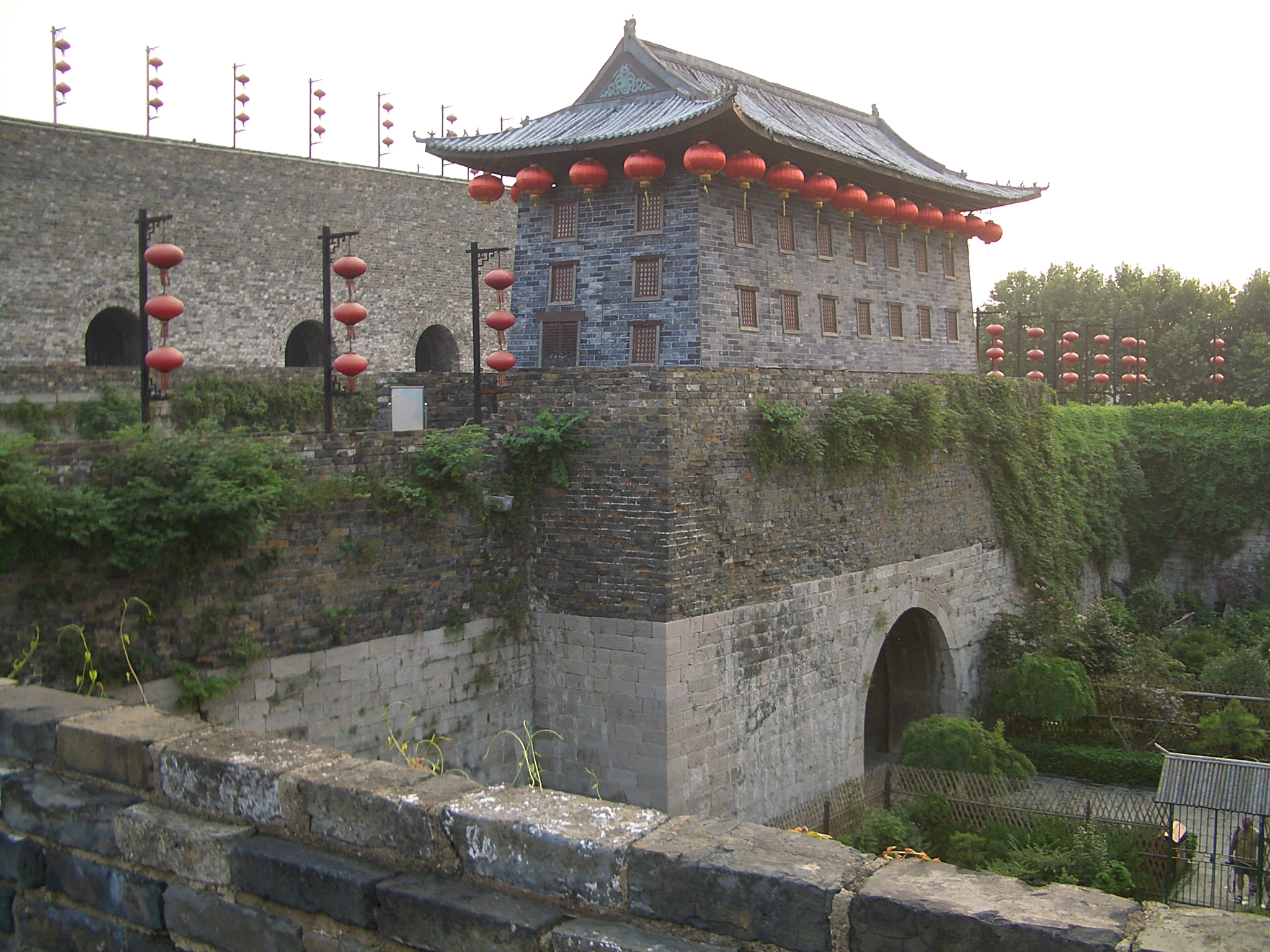
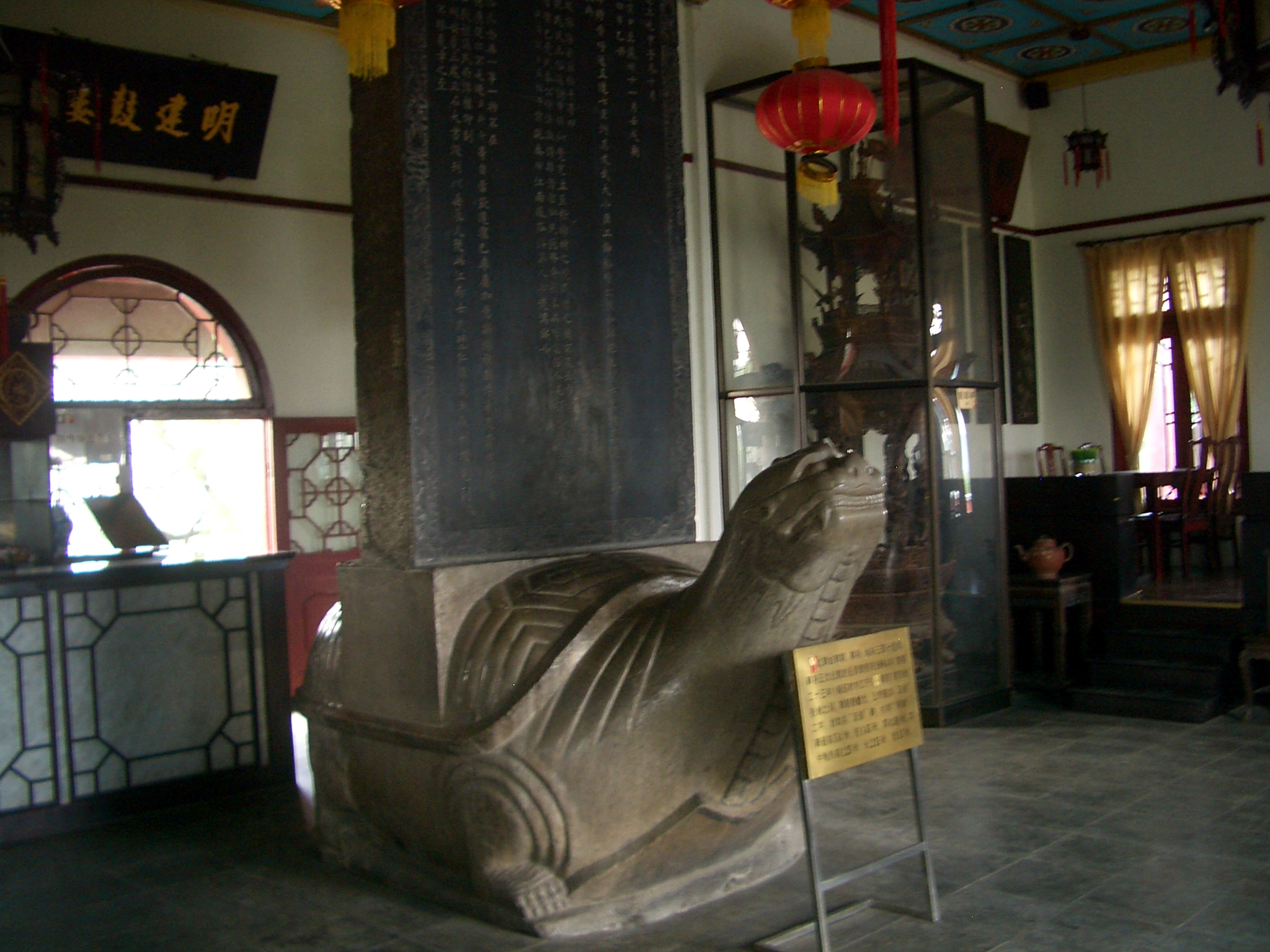